# WWE Bottom Line
WWE Bottom Line é um programa da WWE que resume os eventos que se realizam no Raw.  O show foi transmitido nos EUA a partir de 24 de Maio de 2002  a setembro de 2005, quando foi removido.
Atualmente, O Bottom Line vai ao ar nos mercados internacionais. Ele é transmitido na Itália no GXT, nas Filipinas, no Solar Sports, e no Oriente Médio no ShowSports 4 e Orbit Showtime Network. Na África do Sul vai ao ar no eKasi+.
No dia 17 de dezembro de 2011, O Bottom Line celebrou o seu 500º episódio, que foi ao ar em 2011, com lutas e a premiação do Slammy Award 2011.

## Apresentadores
| Ano(s)                                                     | Apresentadores              |
| ---------------------------------------------------------- | --------------------------- |
| 2002 – 2003                                                | Jonathan Coachman           |
| 2003 – 2005                                                | Marc Lloyd                  |
| 2005 – setembro 2007                                       | Todd Grisham                |
| Setembro 2007 – Dezembro 2009                              | Jack Korpela                |
| Dezembro 2009 – Novembro 2012 Novembro 2013 - Outubro 2014 | Scott Stanford              |
| Novembro 2012 – Novembro 2013                              | Renee Young e Tom Phillips  |
| Outubro 2014 – Abril 2016                                  | Kyle Edwards                |
| Maio 2016 – Julho 2016                                     | Cathy Kelley e Corey Graves |
| julho de 2016 – presente                                   | Cathy Kelley                |

### Preencha guest hosts
| Ano(s)      | Hosts             |
| ----------- | ----------------- |
| 2003 – 2007 | Jonathan Coachman |
| 2012        | Matt Striker      |